# Гартман I (граф Вюртембергу)
Гартман I (нім. Hartmann I.; бл. 1160–1240) — 3-й граф Вюртембергу в 1181—1240 роках.

## Життєпис
Походив з Вюртемберзького дому. Старший син Людвіга II, графа Вюртембергу, та Віллібірги фон Кіхберг. Народився близько 1160 року. У 1179 році втратив матір. 1181 року після смерті батька разом з молодшим братом Людвігом III став графом Вюртембергу.
Спочатку продовжив політику союзу з Гогенштауфенами. Втім після смерті імператора Генріха IV 1197 року перейшов на бік Оттона Вельфа. Активно діяв з встановлення влади над землями графства Ферінген (Альтсгаузен, Альтверінген, Східне Аппхагау і права на Ешах) та панством Грюнінген у Верхній Швабії. У 1204 році після поразки останнього підкорився Філіппу Гогенштауфену.
1208 року після смерті Філіппа, короля Німеччини, Гартман Вюртемберзький знову став на бік Оттона Вельфа. 1209 року супроводжував того на коронацію до Риму. Втім вже 1212 року разом з братом скорився Фрідріху II Гогенштауфену. В подальшому зберігав вірність останньому.
Помер Гартман I 1240 року. Оскільки його сини померли ще до того, усі володіння успадкував брат Людвіг III.

## Родина
Дружина — Вольфрада (Берта), донька графа Ферінгену
Діти:
- Конрад (д/н—до 1240), володар Грюнінгену
- Герман (1190—1240), батько Ульріха I, графа Вюртембергу